# تانشيهواي
تانشي هواي (١٣٧-١٨١) كان زعيمًا من شعب شيانبي، عاش في أواخر عهد أسرة هان الشرقية في الصين. في عهد تانشيهواي، أصبحت قبيلة شيانبي كيانًا سياسيًا موحدًا، وشكلت تهديدًا مستمرًا للحدود الشمالية لسلالة هان لسنوات عديدة. بعد وفاته، انهارت دولته سريعًا، إذ لم يتمكن أحفاده من الحفاظ على دعم القبائل.